# Milica Poznanović
Milica Poznanović (serbisch-kyrillisch Милица Познановић, * 24. Juni 2003) ist eine serbische Leichtathletin, die im Kugelstoßen sowie im Diskuswurf an den Start geht.

## Sportliche Laufbahn
Erste internationale Erfahrungen sammelte Milica Poznanović im Jahr 2020, als sie bei den U20-Balkan-Meisterschaften in Istanbul mit 12,16 m den sechsten Platz im Kugelstoßen belegte und im Diskuswurf mit 43,52 m auf Rang sieben gelangte. Im Jahr darauf wurde sie bei den U20-Balkan-Hallenmeisterschaften in Belgrad mit 12,97 m Fünfte im Kugelstoßen und im August verpasste sie bei den U20-Weltmeisterschaften in Cali mit 47,43 m den Finaleinzug im Diskusbewerb. 2023 wurde sie bei der 2. Liga der Team-Europameisterschaft im Rahmen der Europaspiele in Chorzów mit 52,39 m Siebte mit dem Diskus, ehe sie bei den U23-Europameisterschaften in Espoo mit 49,80 m in der Qualifikationsrunde ausschied. Daraufhin belegte sie bei den Balkan-Meisterschaften in Kraljevo mit 48,67 m den sechsten Platz. 2025 wurde sie bei der 2. Liga der Team-Europameisterschaft in Maribor mit 46,81 m 13., ehe sie bei den U23-Europameisterschaften in Bergen mit 47,61 m den Finaleinzug verpasste.
2023 wurde Poznanović serbische Meisterin im Kugelstoßen sowie im Diskuswurf sowie 2024 im Diskuswurf. Zudem wurde sie 2024 Hallenmeisterin im Kugelstoßen.

## Persönliche Bestleistungen
- Kugelstoßen: 14,42 m, 25. März 2023 in Belgrad
- Diskuswurf: 52,39 m, 20. Juni 2023 in Chorzów